# Babje tsarstvo
Babje tsarstvo (russisk: Бабье царство) er en sovjetisk spillefilm fra 1967 af Aleksej Saltykov.

## Medvirkende
- Rimma Markova som Nadezjda Petrovna
- Nina Sazonova som Anna Sergejevna
- Aleksandra Dorokhin som Marina
- Svetlana Sukhovej som Dunjasja Noskova
- Valentina Stolbova som Sophia